# Конституция Бангладеш
Конституция Народной Республики Бангладеш является основным законом Бангладеш. Она была принята 16 декабря 1972 года. Она обеспечивает такие основы республики Бангладеш, как парламентское правление, основные права и свободы человека, независимая судебная система, демократическое местное самоуправление и национальная бюрократия. Конституция включает ссылки на социализм, ислам, светскую демократию и бенгальский язык[что?]. Она обязывает Бангладеш «содействовать международному миру и сотрудничеству в соответствии с прогрессивными устремлениями человечества». В конституции есть несколько противоречивых фрагментов, таких как Статья 70.
В соответствии со статьей 111, в конституции Бангладеш закреплен судебный прецедент, что делает судебную систему Бангладеш неотъемлемой частью единой системы общего права. Конституцией также закрепляется судебный надзор.

## Содержание конституции

### Части[1]
| - Часть I: Республика - Часть II: Основные признаки государственной политики - Часть III: Основные права - Часть IV: Исполнительная власть - Глава I: Президент - Глава II: Премьер-министр и Правительство - Глава III: Местное самоуправление - Глава IV: Службы обороны - Глава V: Генеральный прокурор - Часть V: Законодательная власть - Глава I: Парламент - Глава II: Законодательные и финансовые процедуры - Глава III: Полномочия при принятии нормативно-правовых актов - Часть VI: Судебная власть - Глава I: Верховный суд - Глава II: Нижестоящие суды - Глава III: Административные трибуналы | - Часть VII: Выборы - Часть VIII: Контролер и Генеральный ревизор - Часть IX: Государственная служба в Бангладеш - Глава I: Государственная служба - Глава II: Комиссии по гражданской службе - Часть X: Поправки к Конституции - Часть XI: Прочее |